# 复兴镇 (汪清县)
复兴镇，是中华人民共和国吉林省延边朝鲜族自治州汪清县下辖的一个乡镇级行政单位。

## 行政区划
复兴镇下辖以下地区：
金苍村、糖场村、复兴村、兴华村、杜荒子村、道芬村、一道村、四道村、五道村和六道村。